# Zehn Übel
Die zehn Übel (十惡) waren Straftatbestände im traditionellen chinesischen Recht, welche als besonders verwerflich betrachtet wurden und als Gefahr für den Fortbestand der zivilisierten Gesellschaft galten.
Die Übel 1-3 galten als Kapitalverbrechen.
1. Verschwörung zum Aufstand/Umsturz
2. Planung großen Aufruhrs: Beschädigung oder Zerstörung kaiserlicher Tempel, Gräber oder Paläste.
3. Verschwörung zum Verrat: Überlaufen zum Feind, für gewöhnlich mit Preisgabe von Staatsgeheimnissen.
4. Widerspenstigkeit: Verletzung oder Ermordung der eigenen Eltern, Großeltern, oder die Ermordung der eigenen älteren Verwandten bzw. der des Ehemannes.
5. Verderbtheit: Ermordung von drei oder mehr unschuldigen Personen; Mord und Herausnahme der Eingeweide; Herstellung von Gu (蛊, ein Gift) und dessen Verwendung für Flüche.
6. Große Geringschätzung: Majestätsbeleidigung; Respektlosigkeit gegenüber dem Kaiser, der kaiserlichen Familie.
7. Fehlender Respekt gegenüber den Eltern: Misshandlung der Eltern, Großeltern; das sich Vergnügen während der Trauerzeit.
8. Zwietracht: Schädigen, oder Verklagen des Ehemannes, der älteren Verwandten.
9. Verworfenheit: Ermordung seines Vorgesetzten, Lehrers, oder lokalen Regierungsbeamten.
10. Inzest: Ein Verhältnis mit Konkubinen des Vaters, Großvaters oder anderer älterer, männlicher Verwandter.[2][3]

Gesetzliche Privilegien konnten im Fall der zehn Übel nicht geltend gemacht werden, da die Verbrechen als sehr schwerwiegend galten. Auch die Acht Privilegien konnten nicht geltend gemacht werden.